# Jan Sztajner
Jan Sztajner  (ur. 1956 w Częstochowie) – pułkownik dyplomowany Wojska Polskiego.

## Życiorys
Jan Sztajner urodził się w 1956, w Częstochowie, w rodzinie Adama. Od 1975 roku w Wojsku Polskim, jako podchorąży Wyższej Szkoły Oficerskiej Wojsk Inżynieryjnych. W 1979 został dowódcą plutonu, a w 1982 dowódcą kompanii saperów w 9 pułku zmechanizowanym w Stargardzie Szczecińskim. Szefem saperów w tym samym 9 pułku zmechanizowanym w 12 Dywizji Zmechanizowanej został w 1984. W latach 1986–1989 był słuchaczem Akademii Sztabu Generalnego w Rembertowie. Następnie jako pracownik naukowo-dydaktyczny ASG w katedrze taktyki wojsk inżynieryjnych latach 1989-1994. Od 1994 do 1996 służył na stanowisku st. oficera w oddziale operacyjnym DNJW MSWiA, szefa wydziału w 1997 i szefa saperów w latach 1997 do 2001. Zwolniony z zawodowej służby wojskowej w 2001. Interesuje się historią, sportem oraz wędkarstwem.

## Awanse
- podporucznik – 1979
- porucznik – 1982
- kapitan – 1986
- major – 1989
- podpułkownik – 1992
- pułkownik – 1997

## Ordery i odznaczenia
- Brązowy Krzyż Zasługi - 2 lipca 1997[2]
- Złoty Medal „Siły Zbrojne w Służbie Ojczyzny”
- Srebrny Medal „Za zasługi dla obronności kraju”
- Srebrny Medal „Siły Zbrojne w Służbie Ojczyzny”
- Brązowy Medal „Za zasługi dla obronności kraju”